# Antitrombin
Antitrombin (förkortas AT) är ett glykoprotein som har en viktig koagulationshämmande uppgift. Polysackariden heparin underlättar för antitrombin att binda till trombin som därmed inaktiveras. Antitrombin produceras i levern och brist ses vid ärftlig antitrombinbrist eller vid leverskador (till exempel hepatit eller skrumplever).